# EBX3 - CD Singles Box Set 3
EBX3 - CD Singles Box Set 3 es una caja recopilatoria que incluye el primer EP y del undécimo al decimocuarto sencillo, con todas las remezclas oficiales, correspondientes a la discografía de Erasure. Fue lanzado el 3 de diciembre de 2001.

## Contenido
EBX3 - CD Singles Box Set 3 contiene todas las remezclas oficiales del primer EP y del undécimo al decimocuarto sencillo de Erasure, incluyendo algunos que sólo habían aparecido en versiones no tan difundidas.

## Lista de canciones
| EBX3.1 – Crackers International |                                  |               |          |  |
| N.º                             | Título                           | Escritor(es)  | Duración |  |
| 1.                              | «Stop!»                          | (ClarkeBell)  | 3:02     |  |
| 2.                              | «The Hardest Part»               | (Clarke/Bell) | 3:43     |  |
| 3.                              | «Knocking on Your Door»          | (Clarke/Bell) | 2:57     |  |
| 4.                              | «She Won't Be Home»              | (Clarke/Bell) | 3:30     |  |
| 5.                              | «The Hardest Part» (7" mix)      | (Clarke/Bell) | 5:06     |  |
| 6.                              | «Knocking on Your Door» (7" mix) | (Clarke/Bell) | 3:59     |  |
| 7.                              | «Stop!» (Remix)                  | (Clarke/Bell) | 5:47     |  |
| 8.                              | «Knocking on Your Door» (Remix)  | (Clarke/Bell) | 6:06     |  |
| 9.                              | «God Rest Ye Merry Gentlemen»    | Tradicional   | 3:10     |  |

| EBX3.2 – Drama! |                                       |               |          |  |
| N.º             | Título                                | Escritor(es)  | Duración |  |
| 1.              | «Drama!»                              | (ClarkeBell)  | 4:07     |  |
| 2.              | «Sweet, Sweet Baby»                   | (Clarke/Bell) | 4:19     |  |
| 3.              | «Drama!» (Act 2)                      | (Clarke/Bell) | 5:38     |  |
| 4.              | «Sweet, Sweet Baby» (The Moo-Moo mix) | (Clarke/Bell) | 5:13     |  |
| 5.              | «Paradise»                            | (Clarke/Bell) | 4:11     |  |
| 6.              | «Drama!» (Krucial mix)                | (Clarke/Bell) | 7:08     |  |
| 7.              | «Sweet, Sweet Baby» (Medi mix)        | (Clarke/Bell) | 4:24     |  |
| 8.              | «Paradise» (Lost And Found mix)       | (Clarke/Bell) | 5:48     |  |

| EBX3.3 – You Surround Me |                                               |                        |          |  |
| N.º                      | Título                                        | Escritor(es)           | Duración |  |
| 1.                       | «You Surround Me»                             | (ClarkeBell)           | 4:00     |  |
| 2.                       | «91 Steps»                                    | (Clarke/Bell)          | 5:33     |  |
| 3.                       | «You Surround Me» (Syrinx mix)                | (Clarke/Bell)          | 7:13     |  |
| 4.                       | «Supernature»                                 | Cerrone/Wisniak/Lovich | 5:45     |  |
| 5.                       | «91 Steps» (+24 mix)                          | (Clarke/Bell)          | 6:58     |  |
| 6.                       | «You Surround Me» (Remix)                     | (Clarke/Bell)          | 7:33     |  |
| 7.                       | «Supernature» (William Orbit mix)             | Cerrone/Wisniak/Lovich | 7:00     |  |
| 8.                       | «91 Steps» (6 Pianos mix)                     | (Clarke/Bell)          | 5:27     |  |
| 9.                       | «Supernature» (Daniel Miller / Phil Legg mix) | Cerrone/Wisniak/Lovich | 6:55     |  |
| 10.                      | «You Surround Me» (Gareth Jones mix)          | (Clarke/Bell)          | 6:18     |  |
| 11.                      | «Supernature» (Mark Saunders mix)             | Cerrone/Wisniak/Lovich | 6:34     |  |

| EBX3.4 – Blue Savannah |                                          |                |          |  |
| N.º                    | Título                                   | Escritor(es)   | Duración |  |
| 1.                     | «Blue Savannah»                          | (ClarkeBell)   | 4:20     |  |
| 2.                     | «Runaround on the Underground»           | (Clarke/Bell)  | 3:26     |  |
| 3.                     | «Blue Savannah» (12" mix)                | (Clarke/Bell)  | 6:53     |  |
| 4.                     | «No G.D.M.»                              | (Gina Kikoine) | 4:07     |  |
| 5.                     | «Blue Savannah» (Der Deutsche mix II)    | (Clarke/Bell)  | 6:16     |  |
| 6.                     | «No G.D.M.» (Unfinished mix)             | (Gina Kikoine) | 4:26     |  |
| 7.                     | «Runaround on the Underground» (12" mix) | (Clarke/Bell)  | 6:40     |  |
| 8.                     | «Blue Savannah» (Der Deutsche mix I)     | (Clarke/Bell)  | 7:13     |  |

| EBX3.5 – Star |                                                 |               |          |  |
| N.º           | Título                                          | Escritor(es)  | Duración |  |
| 1.            | «Star»                                          | (ClarkeBell)  | 3:41     |  |
| 2.            | «Dreamlike State»                               | (Clarke/Bell) | 3:31     |  |
| 3.            | «Star» (Trafalmadore mix)                       | (Clarke/Bell) | 6:28     |  |
| 4.            | «Dreamilke State» (The 12 Hour Technicolor mix) | (Clarke/Bell) | 3:30     |  |
| 5.            | «Star» (Interstellar mix)                       | (Clarke/Bell) | 6:29     |  |
| 6.            | «Star» (Soul mix)                               | (Clarke/Bell) | 5:54     |  |
| 7.            | «Dreamlike State» (The 24 Hour Technicolor mix) | (Clarke/Bell) | 5:29     |  |